# Stefan Holtz
Stefan Holtz (Nuevo Brandeburgo, 27 de febrero de 1981) es un deportista alemán que compite en piragüismo en la modalidad de aguas tranquilas. Ganó 13 medallas en el Campeonato Mundial de Piragüismo entre los años 2005 y 2015, y 12 medallas en el Campeonato Europeo de Piragüismo entre los años 2005 y 2016.

## Palmarés internacional
| Campeonato Mundial | Campeonato Mundial          | Campeonato Mundial | Campeonato Mundial |
| Año                | Lugar                       | Medalla            | Competición        |
| ------------------ | --------------------------- | ------------------ | ------------------ |
| 2005               | Zagreb (Croacia)            | Medalla de bronce  | C4 1000 m          |
| 2006               | Szeged (Hungría)            | Medalla de oro     | C4 1000 m          |
| 2006               | Szeged (Hungría)            | Medalla de plata   | C2 500 m           |
| 2007               | Duisburgo (Alemania)        | Medalla de plata   | C4 500 m           |
| 2007               | Duisburgo (Alemania)        | Medalla de plata   | C4 1000 m          |
| 2009               | Dartmouth (Canadá)          | Medalla de oro     | C2 500 m           |
| 2009               | Dartmouth (Canadá)          | Medalla de bronce  | C2 200 m           |
| 2011               | Szeged (Hungría)            | Medalla de oro     | C2 1000 m          |
| 2011               | Szeged (Hungría)            | Medalla de bronce  | C1 4 × 200 m       |
| 2013               | Duisburgo (Alemania)        | Medalla de oro     | C2 200 m           |
| 2013               | Duisburgo (Alemania)        | Medalla de plata   | C1 4 × 200 m       |
| 2014               | Moscú (Rusia)               | Medalla de plata   | C2 200 m           |
| 2015               | Milán (Italia)              | Medalla de bronce  | C2 200 m           |
| Campeonato Europeo |                             |                    |                    |
| Año                | Lugar                       | Medalla            | Competición        |
| 2005               | Poznań (Polonia)            | Medalla de oro     | C4 1000 m          |
| 2005               | Poznań (Polonia)            | Medalla de bronce  | C4 200 m           |
| 2005               | Poznań (Polonia)            | Medalla de bronce  | C4 500 m           |
| 2006               | Račice (República Checa)    | Medalla de oro     | C4 1000 m          |
| 2006               | Račice (República Checa)    | Medalla de plata   | C2 500 m           |
| 2007               | Pontevedra (España)         | Medalla de bronce  | C4 500 m           |
| 2009               | Brandeburgo (Alemania)      | Medalla de oro     | C2 500 m           |
| 2009               | Brandeburgo (Alemania)      | Medalla de plata   | C1 4 × 200 m       |
| 2009               | Brandeburgo (Alemania)      | Medalla de bronce  | C2 200 m           |
| 2013               | Montemor-o-Velho (Portugal) | Medalla de bronce  | C2 200 m           |
| 2014               | Brandeburgo (Alemania)      | Medalla de plata   | C2 200 m           |
| 2016               | Moscú (Rusia)               | Medalla de plata   | C2 200 m           |